# Gran Basílica de Plòvdiv
La Basílica episcopal de Filipòpolis, també coneguda com la Gran Basílica de Plòvdiv, és una església en ruïnes de l'antiga ciutat de Filipòpolis en l'actual Plòvdiv, construïda a mitjan segle IV. És l'església paleocristiana de l'antiguitat tardana més gran descoberta a Bulgària i una de les més grans d'aquest període dels Balcans. La seua arquitectura era notable: tenia una nau central i dues de laterals, un absis, un nàrtex o avantsala i un atri amb columnes. També tenia un presbiteri decorat amb marbre a la nau central.
La basílica, amb magnífics mosaics en el terra, ha estat excavada durant anys i ara es conserva des del 2021 en un museu.

## Construcció
La basílica s'aixecà a mitjan segle iv, segurament sobre un edifici anterior amb una planta semblant, que cobria l'espai de dues insulae (illes o barris definits per quatre carrers perpendiculars). Fou demolida i abandonada, potser com a conseqüència d'un terratrèmol.
Les dimensions de la basílica són enormes per a la seua època. La longitud total n'és de 86,30 m i l'amplada de 38,50 m. Les naus laterals se separen per una columnata de 13 trams: cada dues columnes de marbre hi ha un pilar. Té dos corredors i un absis a l'extrem est de la nau. Hi havia un atri encerclat per una columnata en tres costats cap a l'oest.
Les troballes més interessants de la basílica són els mosaics que cobrien el terra. S'estenien a prop de 22.000 peus quadrats i contenien motius extremadament interessants, sense parangó a Bulgària. Tenien intricats dissenys geomètrics; símbols de nusos eterns; atuells dels quals brolla l'aigua de la vida eterna; i una sorprenent varietat d'ocells, els primers símbols cristians de les ànimes pietoses. Hi ha diferència en la composició i motius dels mosaics de la nau central i la resta, i això suggereix que els farien artesans diferents.

Mosaics de la basílica
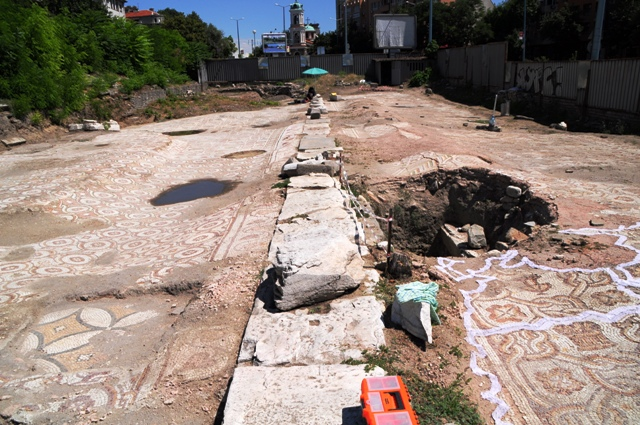
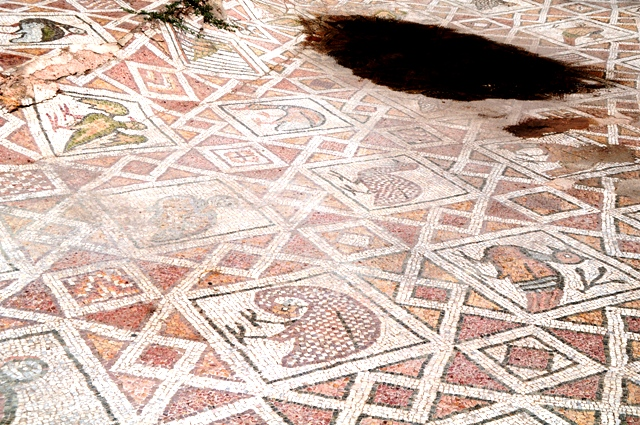
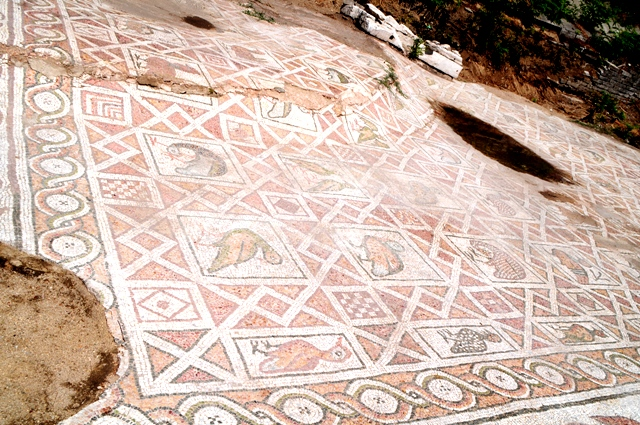
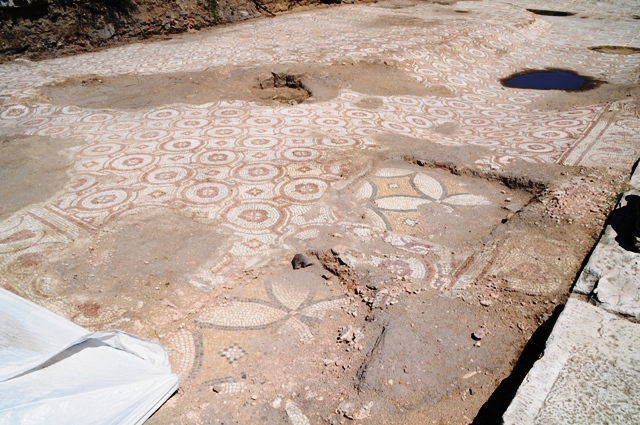
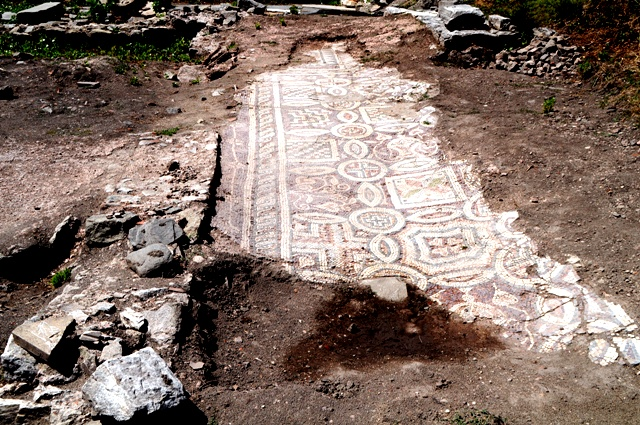
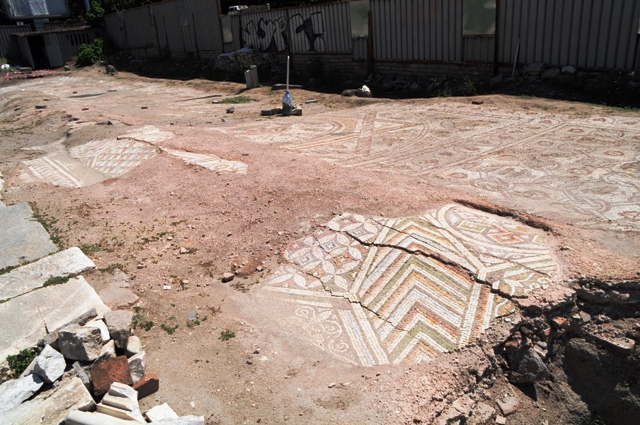
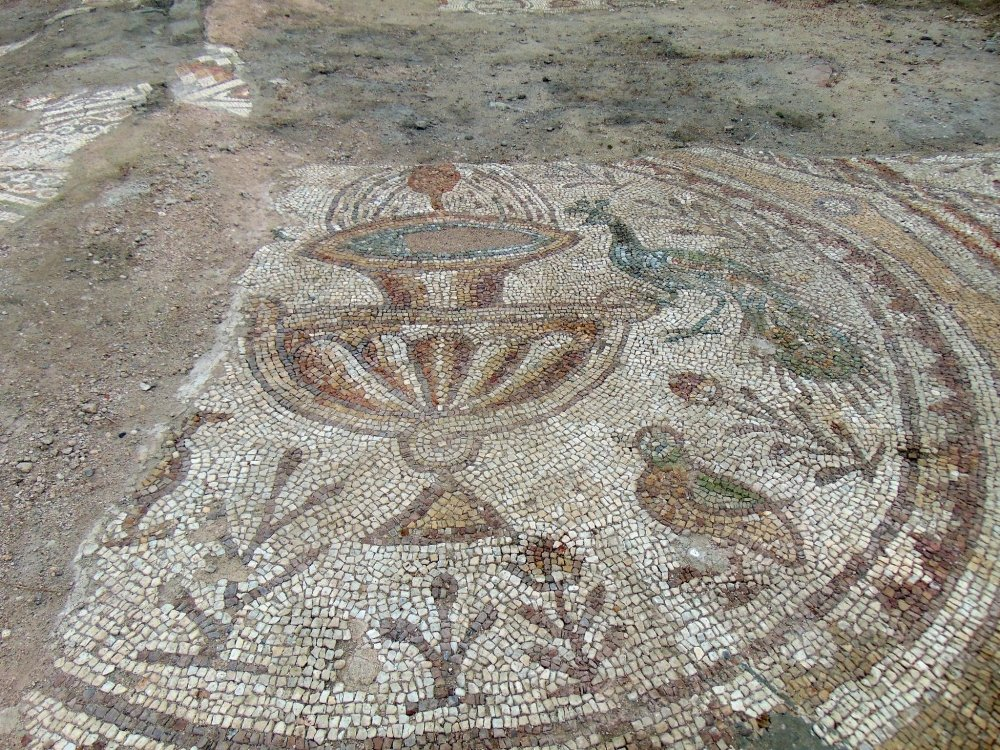
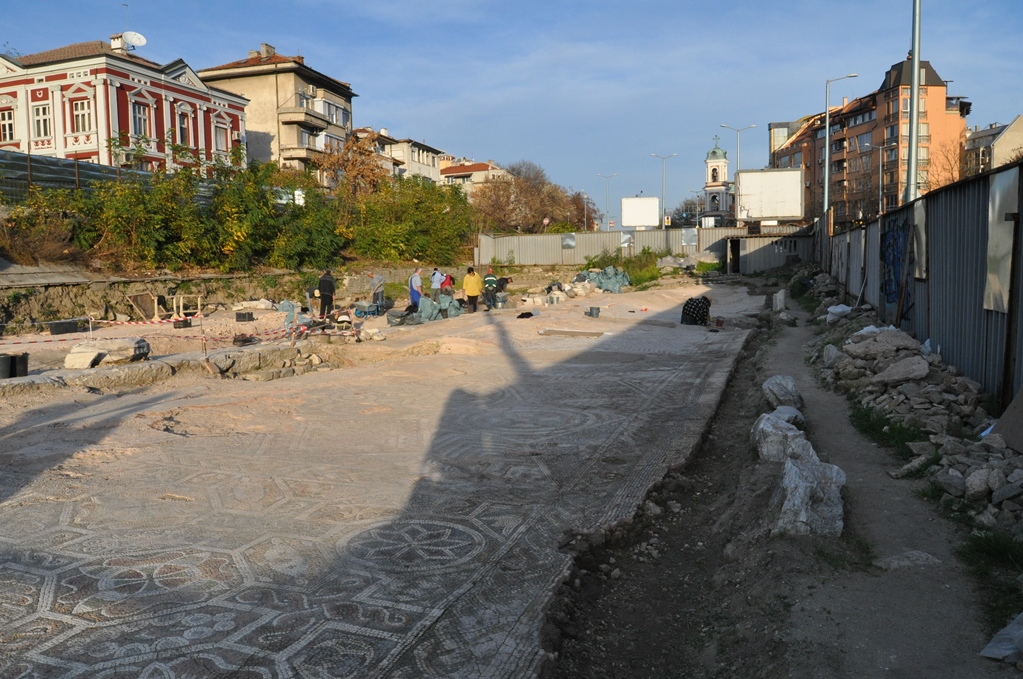
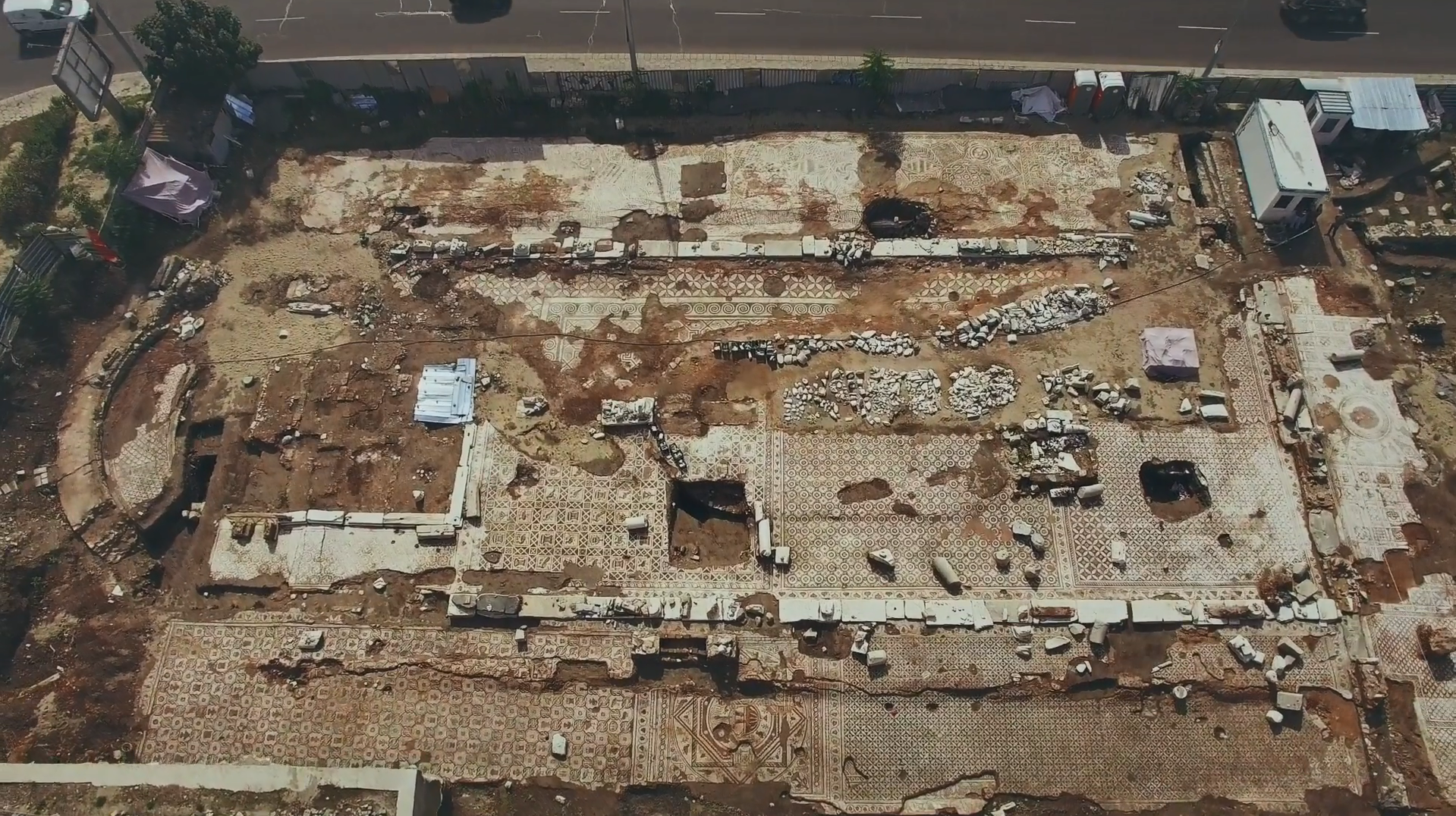

## Estudi dels mosaics
El 2018, el professor Zlatozar Boev publicà un estudi detallat sobre les imatges del mosaic d'ocells representats a l'interior de la basílica. Segons ell, els ocells exòtics no existeixen en la fauna búlgara moderna. Entre aquests, hi ha una polla blava comuna, una oca d'Egipte, una gran cotorra alexandrina, una pintada comuna, una perdiu abissínia, un colom verdós africà i una oca d'esperons. Aquestes espècies d'ocells exòtics constitueixen un terç de totes les espècies conegudes (incloses les espècies domesticades com ara el paó blau i la gallina) entre els mosaics d'aquest notable monument d'art antic.
Set de les vint espècies d'ocells reconeguts són exòtiques, i hui el seu principal hàbitat és Àfrica del Nord i subsahariana. Aquests ocells proven les relacions dels romans molt més al sud, més enllà de les fronteres àmpliament acceptades de l'Imperi Romà. Tots els ocells exòtics (tret dels paons domèstics) ara es distribueixen per Àfrica oriental, Etiòpia, Eritrea i Sudan del Sud. Aquesta regió es trobava més enllà de les fronteres del sud-est de l'Imperi Romà, fins i tot en el moment de la major expansió (el 117) i és a uns 1.000 quilòmetres de les fronteres que una vegada foren més al sud de les terres romanes de l'est.

## Excavació i restauració
Les restes de la basílica aparegueren durant la construcció d'un pas subterrani a la dècada dels 1980. Els arqueòlegs n'inspeccionaren la nau sud, part de la nau central, l'absis i una part de l'atri. Els mosaics, els traslladaren al Museu Arqueològic de Plòvdiv.
El projecte de restauració i exhibició de la basílica és una de les iniciatives més importants del municipi de Plòvdiv, que el 2019 fou Capital Europea de la Cultura. Per a completar la Gran Basílica, el municipi ha signat convenis amb el Ministeri de Cultura i la Fundació Amèrica per a Bulgària. La restauració de la Basílica episcopal de Filipòpolis ha aconseguit el suport d'institucions i agències estatals, i de la comunitat i les empreses autòctones. Les excavacions arqueològiques dels 2016-2017 es feren amb l'ajut de més de 450 voluntaris.